# Corycia
Dans la mythologie grecque, Corycia, ou Korykia (en grec ancien Κωρύκια / Kôrúkia), est une naïade vivant sur le mont Parnasse en Phocide.

## Famille
Le père de Corycia est Céphise ou Plistos, un dieu fleuve local du nord de la Béotie.
Avec Apollon, elle engendre Lycorée qui donna son nom à la cité de Lycoreia (en). 

## Mythologie
Corycia est une des nymphes des sources de l'Antre corycien qui tire son nom d'elle,. 
On l'associe souvent à la nymphe Castalie qui contrôle les sources sacrées de Delphes. Avec ses deux sœurs, Cléodora et Mélaïna, elle forme le groupe des thries ou corycides.
Le pluriel Coryciae était utilisé pour désigner les filles de Plistos.